# Morale (nouvelle)
Morale (titre original : Morality) est un roman court de Stephen King paru tout d'abord en 2009 dans le numéro de juillet du magazine Esquire, puis dans le recueil Le Bazar des mauvais rêves en 2015.

## Résumé
Chad et Nora Callahan, mariés depuis six ans, font face à des difficultés financières, du fait de leurs salaires peu élevés et d'un marché du travail très morose. Nora, infirmière, travaille pour le révérend retraité George Winston, partiellement paralysé des membres inférieurs. Un jour, le révérend, souhaitant pour la première fois de sa vie prendre part à un péché, propose à Nora une très grosse somme d'argent pour le réaliser. La tentation est grande et le dilemme moral tout autant.

## Genèse
La nouvelle est parue tout d'abord en juillet 2009 dans le magazine Esquire et a été incluse par la suite dans le recueil Le Bazar des mauvais rêves en 2015.

## Distinction
La nouvelle a remporté le prix Shirley-Jackson de la meilleure nouvelle longue 2010.